# ゼロ (輸送会社)
株式会社ゼロは、販売会社向けの自動車輸送や中古車オークションの運営などを行う企業。

## 概要
もともとは日産自動車グループの「日産陸送」。
設立以来、日産の完成車輸送を請け負っているが、現代自動車やBMWの輸送も請け負っており、日産への依存率は減りつつあったところ、経営再建計画日産リバイバルプランにより、日産グループ内の子会社整理の対象となった。そこで、マネジメント・バイアウト（MBO）により日産グループから独立、ゼロからの出発の意味をこめて社名を改称した。
独立後も引き続き日産車の完成車輸送を請け負っている。
なお、完成車輸送に使われるトラックの多くは元日産グループのUDトラックス（いすゞグループ）製であるが、他メーカーも使用している。

## 沿革
- 1961年 - 日産陸送株式会社設立。
- 2001年 - 株式会社ゼロに商号変更。日産グループより離脱。
- 2005年8月2日 - 東京証券取引所2部に上場。
- 2007年5月1日 - 本社を神奈川県川崎市に移転。
- 2014年6月 - 株式公開買付けにより、Tan Chong International Ltd.の子会社となる。

## その他
- 日産グループ離脱に関わるエピソードが「NHKスペシャル」で紹介された[1]。
- 旧本社（横浜市鶴見区）には、日産の販売店が付属する形であった。また、箱根駅伝のコースにもなっている。なお現在の旧本社地は耐震の関係で売却されマンションになっており、本社は川崎駅そばのソリッドスクエアに入っている。